# Timur Kan
Timur Kan (Temür Öljeytü Kan)(en mongol: Öljiyt Tömör, Өлзийт Төмөр, Öljeytü Temür), nacido Temür (en chino tradicional, 鐵穆耳; en chino simplificado, 铁穆耳; pinyin, Tiěmùěr; Wade-Giles, T'ieh3-mu4-erh3), o emperador Chengzong de Yuan (15 de octubre de 1265-10 de febrero de 1307), fue el segundo emperador de la dinastía Yuan entre 1294 y  1307, y es considerado el sexto gran kan del Imperio mongol. Fue un gobernante capaz y estableció los modelos de poder para las siguientes décadas. Su nombre en mongol quiere decir «hierro bendito».
Era hijo del príncipe Zhenjin (真金), y nieto de Kublai Kan. Durante su reinado, las dinastías de Tran, Pagan y Champa, así como los kanatos occidentales del Imperio mongol, aceptaron su supremacía.

## Biografía
Timur era el tercer hijo de Zhenjin, de la familia Borjigin y de Kökejin, nacido el 15 de octubre de 1265. Debido a que Dorki, el primer hijo de Kublai había muerto tempranamente, el segundo hijo y padre de Timur, Zhengin, era el príncipe heredero. Como murió en 1286, Kublai favoreció a su viuda, que influyó en la sucesión a favor de Timur. Este era seguidor del budismo, lo mismo que Kublai.
Timur ayudó a su abuelo a suprimir varias rebeliones, y fue nombrado supervisor de Karakorum y alrededores en julio de 1293. Después de que Kublai muriera en 1294, sus antiguos funcionarios urgieron a convocar un kurultái en Xanadú. De los tres hijos de Zhenjin, había muerto Darmabala, y quedaban Timur y Gammala. Se propuso que mantuvieran una competición sobre quién conocía mejor los dichos de Gengis Kan, y resultó ganador Timur, siendo declarado emperador.
Timur fue un emperador competente de la dinastía Yuan. Mantuvo el Imperio según el camino que había trazado Kublai, aunque no hizo grandes aportaciones. Continuó con muchas de las reformas económicas emprendidas por su antecesor, y trató de recuperarse de los excesivos gastos de las campañas militares, en especial de la campaña del Vietnam. Incorporó a la administración a gentes de distintos orígenes, incluyendo a mongoles, chinos, tibetanos, musulmanes, e incluso cristianos. Ideológicamente fue respetuoso con el confucianismo y el taoísmo. Falleció el 10 de febrero de 1307, siendo sucedido por su sobrino Külüg Kan.